# Castello di Vítkovec
Il castello di Vítkovec (in ceco Zámek Vítkovec) si trova nel territorio di Šváby vicino alla città di Zahrádky, Distretto di Česká Lípa nella Regione di Liberec della Repubblica Ceca. Si tratta di una residenza di caccia rinascimentale nella riserva forestale di Vřísek costruita da Jan di Vartemberk intorno al 1570.

## Storia
Sul sito sembra essere esistito un castello del XIV secolo ma questo non viene confermato dalle ricerche archeologiche recenti. Viene talvolta erroneamente chiamato castello di Vřísek ma il nome corretto e quello di castello di Vítkovec. Venne menzionato per la prima volta nel 1546 e poi nel 1575. Nel 1594 venne indicato come Žižkenberg o Schischkenschloss. Poi dal 1597 si iniziò a chiamarlo col nome Vřísek riferendolo alla fortificazione locale precedente mentre invece questo castello si trova nel comune di Drchlava. Tutto il territorio era quindi legato a questo casino di caccia che fu utilizzato solo per soggiorni di breve durata. Il sito venne scelto perché posto su un ampio promontorio che si estende sopra il villaggio di Šváby. Nel corso del tempo fu oggetto di vari interventi, e ad esempio il tetto a padiglione, in seguito demolito, fu realizzato nel 1848.

## Descrizione
Il castello che si trova nel territorio di Šváby, piccola frazione di Zahrádky, Regione di Liberec della Repubblica Ceca. Il castello è posto all'interno di un grande parco recintato e non è facilmente accessibile, l'edificio è semplice con due soli piani con una lunghezza di circa 50 metri e caratterizzato da una torre cilindrica con scala a chiocciola in arenaria posta su un fianco. Un tempo questa struttura costituiva l'unico accesso al piano superiore e al sottotetto. Il piano terra risulta diviso da tramezzi in cinque ambienti di quasi uguale ampiezza. In origine la copertura era data da una volta a botte in mattoni di laterizio. La disposizione del piano superiore in origine era diversa da quella del piano terra perché aveva un ampio salone.

### Monumento culturale della Repubblica Ceca
La tutela dei monumenti della Repubblica Ceca considera il complesso del castello di Vítkovec un monumento culturale tutelato col numero di catalogo 1000133994.